# العلاقات النرويجية الغواتيمالية
العلاقات النرويجية الغواتيمالية هي العلاقات الثنائية التي تجمع بين النرويج وغواتيمالا.

## مقارنة بين البلدين
هذه مقارنة عامة ومرجعية للدولتين:
| وجه المقارنة                                              | النرويج                                                   | غواتيمالا       |
| --------------------------------------------------------- | --------------------------------------------------------- | --------------- |
| المساحة (كم2)                                             | 385.21 ألف                                                | 108.89 ألف      |
| عدد السكان (نسمة)                                         | 5.33 مليون                                                | 17.26 مليون     |
| الكثافة السكانية (ن./كم²)                                 | 13.84                                                     | 158.51          |
| العاصمة                                                   | أوسلو                                                     | غواتيمالا       |
| اللغة الرسمية                                             | بوكمول، لغات السامي، نينوشك، اللغة النرويجية              | اللغة الإسبانية |
| العملة                                                    | كرونة نروجية                                              | كتزال غواتيمالي |
| الناتج المحلي الإجمالي (بليون دولار)                      | 398.83 مليار                                              | 75.62 مليار     |
| الناتج المحلي الإجمالي (تعادل القوة الشرائية) بليون دولار | 322.23 مليار                                              | 126.21 مليار    |
| الناتج المحلي الإجمالي الاسمي للفرد دولار أمريكي          | 74.40 ألف                                                 | 3.90 ألف        |
| الناتج المحلي الإجمالي للفرد دولار أمريكي                 | 65.61 ألف                                                 | 7.45 ألف        |
| مؤشر التنمية البشرية                                      | 0.944                                                     | 0.627           |
| رمز المكالمات الدولي                                      | +47                                                       | +502            |
| رمز الإنترنت                                              | .no                                                       | .gt             |
| المنطقة الزمنية                                           | ت ع م+01:00، ت ع م+02:00، توقيت وسط أوروبا، أوروبا/أوسلو ‏ | 00              |

## مدن متوأمة
في ما يلي قائمة باتفاقيات التوأمة بين مدن نرويجية وغواتيمالية:
- ترتبط موس مع Aguacatán [الإنجليزية]‏ باتفاقية توأمة.[17]

## منظمات دولية مشتركة
يشترك البلدان في عضوية مجموعة من المنظمات الدولية، منها:
| علم المنظمة | اسم المنظمة                               | تاريخ انضمام النرويج | تاريخ انضمام غواتيمالا |
| ----------- | ----------------------------------------- | -------------------- | ---------------------- |
|             | وكالة ضمان الاستثمار متعدد الأطراف        | 9 أغسطس 1989         | 11 يوليو 1996          |
|             | منظمة الشرطة الجنائية الدولية             | ?                    | ?                      |
|             | منظمة حظر الأسلحة الكيميائية              | ?                    | ?                      |
|             | منظمة التجارة العالمية                    | 1995                 | ?                      |
|             | الأمم المتحدة                             | 27 نوفمبر 1945       | 21 نوفمبر 1945         |
|             | مؤسسة التمويل الدولية                     | 20 يوليو 1956        | 20 يوليو 1956          |
|             | يونسكو                                    | 4 نوفمبر 1946        | 2 يناير 1950           |
|             | مؤسسة التنمية الدولية                     | 24 سبتمبر 1960       | 27 أبريل 1961          |
|             | البنك الدولي للإنشاء والتعمير             | 27 ديسمبر 1945       | 28 ديسمبر 1945         |
|             | المنظمة الهيدروغرافية الدولية             | ?                    | ?                      |
|             | الاتحاد البريدي العالمي                   | ?                    | ?                      |
|             | المركز الدولي لتسوية المنازعات الاستشارية | 15 سبتمبر 1967       | 20 فبراير 2003         |
|             | الاتحاد الدولي للاتصالات                  | 1866                 | 10 يوليو 1914          |

## وصلات خارجية
- موقع وزارة الخارجية النرويجية
- موقع وزارة الخارجية الغواتيمالية